# Ligny-le-Ribault
 Ligny-le-Ribault  es una población y comuna francesa, situada en la región de Centro, departamento de Loiret, en el distrito de Orléans y cantón de La Ferté-Saint-Aubin.

## Demografía
| 1032 | 939 | 895 | 960 | 1033 | 1121 |
| Para los censos de 1962 a 1999 la población legal corresponde a la población sin duplicidades (Fuente: INSEE [Consultar]) |     |     |     |      |      |